# West Columbia (Texas)
West Columbia è un centro abitato degli Stati Uniti d'America, situato nella contea di Brazoria dello Stato del Texas.

## Società

### Evoluzione demografica
Secondo il censimento del 2000, c'erano 4.255 persone, 1.607 nuclei familiari, e 1.099 famiglie residenti nella città. La densità di popolazione era di 1.661,9 persone per miglio quadrato (641,7/km²). C'erano 1.755 unità abitative a una densità media di 685,5 per miglio quadrato (264,7/km²). La composizione etnica della città era formata dal 70,15% di bianchi, il 19,51% di afroamericani, lo 0,40% di nativi americani, lo 0,38% di asiatici, lo 0,02% di isolani del Pacifico, il 7,83% di altre etnie, e l'1.72% di due o più etnie. Gli ispanici o latinos di qualunque razza erano il 18,05% della popolazione.
C'erano 1.607 nuclei familiari di cui il 35,5% avevano figli di età inferiore ai 18 anni, il 50,0% erano coppie sposate conviventi, il 14,0% aveva un capofamiglia femmina senza marito, e il 31,6% erano non-famiglie. Il 27,6% di tutti i nuclei familiari erano individuali e il 13,3% aveva componenti con un'età di 65 anni o più che vivevano da soli. Il numero di componenti medio di un nucleo familiare era di 2,60 e quello di una famiglia era di 3,19.
La popolazione era composta dal 28,8% di persone sotto i 18 anni, il 9,0% di persone dai 18 ai 24 anni, il 27,3% di persone dai 25 ai 44 anni, il 21,8% di persone dai 45 ai 64 anni, e il 13,1% di persone di 65 anni o più. L'età media era di 35 anni. Per ogni 100 femmine c'erano 88,9 maschi. Per ogni 100 femmine dai 18 anni in giù, c'erano 85,0 maschi.
Il reddito medio di un nucleo familiare era di 31.115 dollari, e quello di una famiglia era di 38.090 dollari. I maschi avevano un reddito medio pro capite di 37.981 dollari contro i 19.775 dollari delle femmine. Il reddito medio pro capite totale era di 15.647 dollari. Circa il 14,0% delle famiglie e il 20,0% della popolazione erano sotto la soglia di povertà, incluso il 24,5% di persone sotto i 18 anni e il 14,3% di persone di 65 anni o più.